# Kshidirpur
Kshidirpur là một thị trấn thống kê (census town) của quận Nadia thuộc bang Tây Bengal, Ấn Độ.

## Nhân khẩu
Theo điều tra dân số năm 2001 của Ấn Độ, Kshidirpur có dân số 9065 người. Phái nam chiếm 52% tổng số dân và phái nữ chiếm 48%. Kshidirpur có tỷ lệ 72% biết đọc biết viết, cao hơn tỷ lệ trung bình toàn quốc là 59,5%: tỷ lệ cho phái nam là 77%, và tỷ lệ cho phái nữ là 66%. Tại Kshidirpur, 11% dân số nhỏ hơn 6 tuổi.